# Sysle Station
Sysle Station (Sysle stasjon) er en jernbanestation på Krøderbanen, der ligger i Modum kommune i Norge.
Stationen åbnede som trinbræt 1. februar 1873, to måneder efter at banen blev taget i brug. Oprindeligt hed den Hole, men den skiftede navn til Sysle 1. juni 1895. Den blev opgraderet til holdeplads 11. marts 1874, formentlig i forbindelse med at der blev anlagt et sidespor. Den blev yderligere opgraderet til station i 1893 men atter nedgraderet til holdeplads i 1927. Persontrafikken på banen blev indstillet 19. januar 1958, men stationen var stadig bemandet for ekspedition af gods indtil 1. januar 1969. Banen blev nedlagt 1. marts 1985. Den blev efterfølgende omdannet til veteranbane ejet af Stiftelsen Krøderbanen. Om sommeren kører Norsk Jernbaneklubb med veterantog på banen, hvor der blandt andet stoppes ved Sysle undervejs.
Den første stationsbygning var en banevogterbolig med ekspedition, der blev opført i 1873. Den blev revet ned i 1894, hvor den anden og nuværende stationsbygning blev opført. Mens stationen var i almindelig drift, var Hole Meieri en vigtig kunde fra 1912 til 1949. Senere blev virksomheden Elart etableret lige ved stationen.